# Chlorhoda
Chlorhoda is een geslacht van vlinders van de familie spinneruilen (Erebidae), uit de onderfamilie Arctiinae.

## Soorten
- C. albolimbata Toulgoët & Goodger
- C. amabilis Schaus, 1915
- C. metaleuca Schaus, 1912
- C. metamelaena Dognin, 1913
- C. pallens Toulgoët & Goodger
- C. rubricosta Dognin, 1889
- C. rufolivacea Seitz, 1919
- C. rufoviridis Walker, 1865
- C. superba Toulgoët & Goodger
- C. thoracica Rothschild, 1910
- C. tricolor de Toulgoët, 1982
- C. viridis Druce, 1909